# Kalynivka (raïon de Fastiv)
Pour les articles homonymes, voir Kalynivka (homonymes).
Kalynivka (ukrainien : Калинівка, russe : Калиновка) est une commune urbaine de l'oblast de Kiev, en Ukraine. Elle compte 5 194 habitants en 2021.

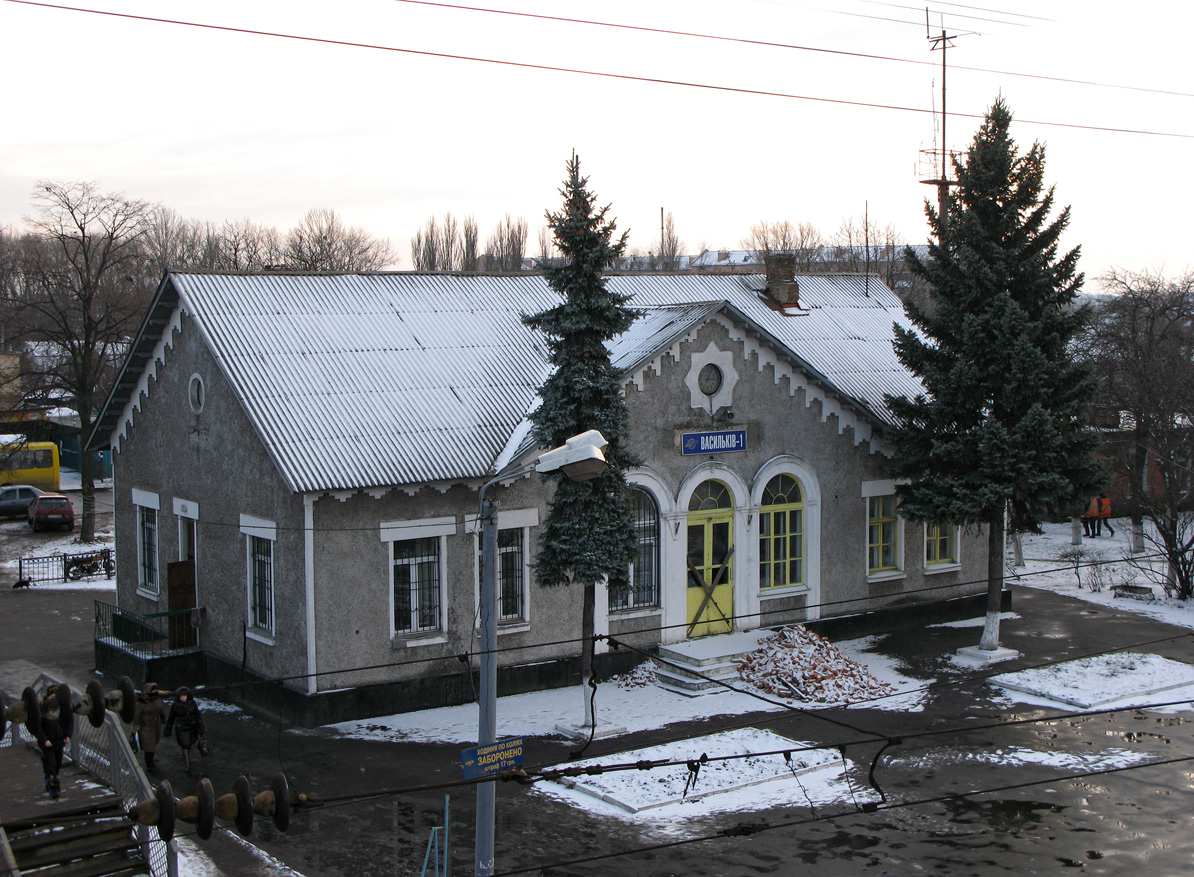
La gare de Vassylkiv I située dans le village.